# Fundão kommun, Brasilien
Fundão är en kommun i Brasilien.   Den ligger i delstaten Espírito Santo, i den sydöstra delen av landet, 900 km sydost om huvudstaden Brasília. Antalet invånare är 17 028.
Följande samhällen finns i Fundão:
- Fundão

Omgivningarna runt Fundão är huvudsakligen savann. Runt Fundão är det tätbefolkat, med 442 invånare per kvadratkilometer.